# IC 273
IC 273 ist eine Balken-Spiralgalaxie vom Hubble-Typ SBa im Sternbild Walfisch südlich der Ekliptik. Sie ist schätzungsweise 142 Millionen Lichtjahre von der Milchstraße entfernt und hat einen Durchmesser von etwa 60.000 Lichtjahren. Gemeinsam mit vier weiteren Galaxien bildet sie die NGC 1137-Gruppe (LGG 79).
Im selben Himmelsareal befinden sich u. a. die Galaxien  NGC 1153 und IC 277.
Das Objekt wurde am 6. Januar 1894 vom französischen Astronomen Stéphane Javelle entdeckt.